# Dice (Fernsehserie)
Dice ist eine US-amerikanische Sitcom, entwickelt von Scot Armstrong. Die Hauptrolle spielt Andrew Dice Clay, der sich in der Serie selbst verkörpert. Am 20. März 2015 hatte Showtime eine erste Staffel mit sechs Folgen in Auftrag gegeben. Die Pilotfolge wurde ab dem 1. April 2016 durch mehrere Video-on-Demand-Anbieter zur Verfügung gestellt, die restlichen Episoden folgten am 10. April 2016. Die Fernsehpremiere bei Showtime fand wöchentlich ab dem 10. April 2016 statt. Die deutschsprachige Erstausstrahlung plant der Pay-TV-Sender Sky Atlantic HD ab dem 7. September 2016.

## Handlung
Die halb-biografische Comedy-Serie zeigt, wie Andrew Dice Clay als Komiker in Las Vegas daran arbeitet, seine Karriere zu retten und seine Familie über Wasser zu halten – aber auch seine Geliebte, seine frühere Verlobte, seine Ex-Frau, seine Schwiegermutter und die Band seiner Söhne.

## Besetzung

### Hauptdarsteller
| Rolle            | Schauspieler     | Deutsche Synchronstimme |
| ---------------- | ---------------- | ----------------------- |
| Andrew Dice Clay | Andrew Dice Clay | Ekkehardt Belle         |
| Carmen           | Natasha Leggero  | Ursula Hugo             |
| Milkshake        | Kevin Corrigan   | Boris Tessmann          |
| Brioni           | Brad Morris      | Viktor Neumann          |

### Nebendarsteller
| Rolle    | Schauspieler     | Episode | Deutsche Synchronstimme |
| -------- | ---------------- | ------- | ----------------------- |
| Adrien   | Adrien Brody     | 2       | Markus Pfeiffer         |
| Criss    | Criss Angel      | 3       | Nicolas Böll            |
| Polizist | Mather Zickel    | 5       | Uwe Büschken            |
| Brad     | Adam Campbell    | 5       | Kim Hasper              |
| Bobby    | Michael Rapaport | 6       | Oliver Rohrbeck         |

## Episoden

### Staffel 1
| Nr. (ges.) | Nr. (St.) | Deutscher Titel           | Originaltitel | Erstausstrahlung USA | Deutschsprachige Erstausstrahlung (D) | Regie          | Drehbuch                                           |
| ---------- | --------- | ------------------------- | ------------- | -------------------- | ------------------------------------- | -------------- | -------------------------------------------------- |
| 1          | 1         | Elvis bringt kein Glück   | Elvis         | 10. Apr. 2016        | 7. Sep. 2016                          | Scot Armstrong | Jackie Clarke                                      |
| 2          | 2         | Zeig’s mir, Baby!         | Ego           | 17. Apr. 2016        | 7. Sep. 2016                          | Jay Karas      | Brian Gatewood & Alessandro Tanaka                 |
| 3          | 3         | Wo ist mein bestes Stück? | Prestige      | 24. Apr. 2016        | 14. Sep. 2016                         | Scot Armstrong | Scot Armstrong, Brian Gatewood & Alessandro Tanaka |
| 4          | 4         | Zurück auf den Strip      | Alimony       | 1. Mai 2016          | 14. Sep. 2016                         | Scot Armstrong | Scot Armstrong                                     |
| 5          | 5         | Gute und böse Kumpel      | Sal Maldonado | 8. Mai 2016          | 21. Sep. 2016                         | Scot Armstrong | Brian Gatewood & Alessandro Tanaka                 |
| 6          | 6         | Hau auf die Kacke, Mann!  | Six Grand     | 15. Mai 2016         | 21. Sep. 2016                         | Jay Karas      | Brian Gatewood & Alessandro Tanaka                 |

### Staffel 2
| Nr. (ges.) | Nr. (St.) | Deutscher Titel           | Originaltitel         | Erstausstrahlung USA | Deutschsprachige Erstausstrahlung (D) | Regie          | Drehbuch                           |
| ---------- | --------- | ------------------------- | --------------------- | -------------------- | ------------------------------------- | -------------- | ---------------------------------- |
| 7          | 1         | Ein schreckliches Leben   | It’s a Miserable Life | 20. Aug. 2017        | 17. Okt. 2017                         | Scot Armstrong | Brian Gatewood & Alessandro Tanaka |
| 8          | 2         | Ein Fan mit Obsessionen   | Big Fan               | 27. Aug. 2017        | 24. Okt. 2017                         | Scot Armstrong | Brian Gatewood & Alessandro Tanaka |
| 9          | 3         | Der König des Verarschens | No Bullshit           | 10. Sep. 2017        | 31. Okt. 2017                         | Todd Biermann  | Sarah Afkami                       |
| 10         | 4         | Die Super-TV-Show         | The Twelve            | 17. Sep. 2017        | 7. Nov. 2017                          | Todd Biermann  | Scot Armstrong                     |
| 11         | 5         | Der alte Mann             | The Old Man           | 24. Sep. 2017        | 14. Nov. 2017                         | Jay Karas      | Scot Armstrong                     |
| 12         | 6         | Ein Deal ist ein Deal     | Fingerless            | 1. Okt. 2017         | 21. Nov. 2017                         | Jay Karas      | Brian Gatewood & Alessandro Tanaka |
| 13         | 7         | Dice ist nicht mehr Dice? | The Trial             | 8. Okt. 2017         | 28. Nov. 2017                         | Tamra Davis    | Scot Armstrong                     |